# 川嶋至
川嶋 至（かわしま いたる、1935年（昭和10年）2月15日 - 2001年（平成13年）7月2日）は、文芸評論家。北海道札幌市生まれ。1958年（昭和33年）北海道大学文学部国文科卒業後、1964年（昭和39年）同大学院博士課程満期退学。日本近代文学を専攻していた在学中に『位置』の同人となる。その後、岩手大学講師、東京工業大学助教授、教授を歴任。川端康成の研究家として知られ、川端の元恋人の伊藤初代の実体をいち早く究明した研究者として注目された人物である。

## 川端康成研究家として
大学院時代の1961年（昭和36年）3月、評論「『伊豆の踊子』を彩る女性（上・下）」を発表し、いち早く川端康成の初期の恋人「伊藤初代」の存在に着目していたが、この論はほとんど注目されなかった。川嶋はこの仮説を、「細川皓」の名で『群像』の新人文学賞に応募。入選しなかったが、選考委員だった伊藤整の推薦で1967年（昭和42年）の『群像』9月号に「原体験の意味するもの―『伊豆の踊子』を手がかりに―」と題して発表されて、「伊藤初代」の存在が文学界に広まった。この評論の注目により、同年に講談社から『川端康成の世界』を出版。さらに様々な川端作品に伊藤初代の影があることを論考。初代についての新たな調査を行なった。また、初代の「幻影」がカジノ・フォーリーの踊子・梅園龍子や、養女の黒田政子へ引き継がれていったという仮説も提示するなど、川嶋は鋭い指摘をしていた。
川嶋は、伊藤初代との別離事件を題材にした川端の私小説『非常』において、岐阜行の汽車の中で出会った受験生の少年と、その2年後に書かれた川端の代表作『伊豆の踊子』のラストにおいて東京行の船上で出会った少年の具体的な類似を指摘し、その2作の場面に出てくる少年が2人とも受験生であり、悲しみに落ち込んでいる川端をいたわっていることを論考した。
この川嶋の指摘は作者の川端をかなり驚かせた。2作の少年の類似点に川端自身まったく気づいてなく、ほぼ事実を描いた少年との場面の不思議な偶然の一致について感慨深く振り返り、「二つをならべてみせられて、私はこれほどおどろいた批評もめづらしいが、それよりもさらに、これは二つとも事実あつた通りなので、いはば人生の『非常』の時に、二度、偶然の乗合客の受験生が、私をいたはつてくれたのは、いつたいどういふことなのだらうか、と私は考へさせられるのである、ふしぎである」と川端に語らせるほどだった。
その後、1974年（昭和49年）、江藤淳らの同人雑誌『季刊藝術』に連載した「事実は復讐する」を連載し、安岡章太郎の『幕が下りてから』『月は東に』が、事実に基づきながら安岡に都合のいいようにこれを捻じ曲げていると指摘し、怒った安岡があるパーティーで川嶋と間違えて川村二郎に殴りかかったとされる。文壇の権力者である安岡を批判したことで川嶋は文壇から「パージ」され、江藤淳の推薦で東京工業大学の助教授になり、その後に教授になった。川嶋の世話で東工大に就職した井口時男の『危機と闘争』には、川嶋が死んだ時、文芸雑誌にはまったく追悼文は載らず、文壇は川嶋を抹殺したのだと書いてある。
また、川端康成死後の1975年（昭和50年）、川端の弟子だった耕治人が『文藝』6月号にて私小説「うずまき」を発表し、「恩人」に土地を奪い取られたと書くと、12月22日付の『東京新聞』紙上で行なわれた平野謙、江藤淳、藤枝静男の回顧鼎談の際に「うずまさ」の話題となり、藤枝が「川端だ」と発言し（実際は平野の発言だったが、藤枝は平野から君の発言ということにしておいてくれと頼まれていた）、続いて川嶋が『文學界』1976年3月号に「誰でも知っていること」と題する文を書いて、川端が耕の土地を騙しとったとした。それらに対し武田勝彦が同誌の同年5月号に「誰も知らなかったこと‐川端康成氏の冤罪を濯ぐ」において賃貸契約書を示しつつ反論し、問題の土地は耕が賃貸して川端の義理の弟・松林喜八郎（川端秀子の弟）とトラブルを起こし裁判所で決着がついていると川端を擁護し冤罪が濯がれたことがあった。川嶋至が文芸誌からほぼ姿を消したのはこれ以後のことである。

## 著書
- 『川端康成の世界』講談社 1969年10月
- 『美神の反逆』北洋社 1972年10月
- 『文学の虚実――事実は復讐する』論創社 1987年5月
  - 「歪曲された事実の傷痕 I――安岡章太郎『月は東に』」 - 初出は「安岡章太郎『月は東に』」季刊藝術 1974年夏30号
  - 「言いがたき秘密住めり II――高見順『深淵』」 - 初出は「高見順『深淵』」季刊藝術 1975年冬32号
  - 「宿命からの逃避 III――高見順『生命の樹』」 - 初出は「高見順『生命の樹』」季刊藝術 1975年夏34号
  - 「ヒューマニズムと怯懦 IV――大岡昇平『俘虜記』」 - 初出は「大岡昇平『俘虜記』」季刊藝術 1975年秋35号
  - 「裏切りの論理 V――遠藤周作『沈黙』」 - 初出は「遠藤周作『沈黙』」季刊藝術 1976年冬36号
  - 「プライバシーの侵害 VI――三島由紀夫『宴のあと』」 - 初出は「三島由紀夫『宴のあと』」季刊藝術 1976年秋39号
  - 「女房的リアリズムの源流 VII――平野謙『なすなし』」 - 初出は「平野謙論」文學界 1978年7月号
  - 「事実と虚構との相剋 VIII――現代小説の困難性」 - 初出は「事実と虚構とのあいだ」季刊藝術 1977年夏42号

※ 季刊藝術に連載した時点では、「阿部昭『鵜沼西海岸』」があったが、それを省いて文學界に掲載した「平野謙論」を加えてある。